# Cesarino Romano
Cesarino Romano (Voghera, 5 luglio 1924 – Genova, 23 aprile 2008) è stato un pediatra italiano.
La sua attività clinica e di ricerca fu incentrata sullo studio delle patologie pediatriche. In particolare, Romano si è occupato di malattie endocrine e dismetaboliche, nonché di fibrosi cistica.
Il suo nome è indissolubilmente legato alla Sindrome di Romano–Ward, da lui descritta per primo nel 1963. La sindrome di Romano-Ward è la variante prevalente della sindrome del QT lungo, un'anomalia del ritmo cardiaco nel quale il muscolo cardiaco richiede più tempo del normale per ricaricarsi tra due battiti, e può portare ad affaticamento, debolezza e morte improvvisa.

## Carriera
Iscrittosi alla Facoltà di Medicina dell'Università di Pavia, fu ammesso, per meriti, al prestigioso Collegio Ghislieri di Pavia. Il 26 aprile 1952 si laureò in Medicina e Chirurgia a pieni voti e con lode.
Nel 1954 ottenne a Genova la Specializzazione in Pediatria, discutendo la tesi dal titolo 'Patologia del pancreas in età infantile, con particolare riguardo alla fibrosi cistica del pancreas'.
Nel 1956 fu proposto dal prof. Giovanni De Toni per il concorso internazionale alla prima borsa di studio 'Guigoz' per gli studi sulla nutrizione ed il metabolismo nel bambino. Conseguita la borsa, proseguì i suoi studi negli anni 1956-1957 a Parigi, presso il Centre d'études sur les maladies du Métabolisme chez l'enfant diretto dal prof. Pierre Royer, all'Hôpital des Enfants Malades. Dall'esperienza parigina trasferì in Italia innovazioni fondamentali, tuttora in applicazione, nella cura e nell'assistenza delle patologie endocrino-metaboliche e del diabete.
La sua carriera universitaria si è interamente svolta presso la Clinica Pediatrica dell'Università di Genova, a partire dal 1958, anno in cui fu nominato assistente della Clinica Pediatrica del prof. de Toni, conseguendo poi la Libera Docenza in Pediatria nel 1961 per il merito scientifico, il titolo di professore incaricato (Terapia Pediatrica Sistematica) nel 1972 e quello di professore ordinario (Clinica Pediatrica R, poi Clinica Pediatrica) nel 1976.
Dal 1956 diresse l'ambulatorio per cardiopatici della Clinica Pediatrica e dal 1958 fu preposto al Laboratorio di Elettrocardiografia e alla Sezione di Cardiologia della Clinica Pediatrica. Dal 1957 diresse la Sezione per lo studio della Fibrosi Cistica della Clinica Pediatrica. Nel 1958 gli fu affidato il Laboratorio per l'Ormonologia e Biochimica della Clinica Pediatrica e dal 1960 la Sezione per lo studio del Diabete Infantile. Dal 1960 al riposo fu Direttore del Centro di Pediatria Sociale per le Malattie Endocrino-Metaboliche dell'Università di Genova, di cui fanno parte le Sezioni Ecocardiografia, Diabetologia, Aminoacidopatie e Malattie Metaboliche, Fibrosi cistica.
Nell'ambito della sua attività clinico-scientifica in cardiologia pediatrica, descrisse per primo, nel 1963, una nuova aritmia congenita familiare. La sindrome prese il suo nome ed è universalmente riconosciuta come Sindrome di Romano–Ward. Nello stesso periodo, ha segnalato per la prima volta nella letteratura medica internazionale un nuovo segno elettrocardiografico presente nell'ipotiroidismo e nell'ipercalcemia.
L'esperienza acquisita in dodici anni di studio della fibrosi cistica si è espressa in numerose pubblicazioni. Alla sua attività è dovuta la raccolta del materiale casistico e scientifico che è stato oggetto del primo Simposio Italiano sulla Fibrosi Cistica del Pancreas, organizzato a Genova nel febbraio del 1961, sotto la presidenza del suo maestro, prof. Giovanni de Toni.
Nel 1966 ha ispirato e contribuito alla costituzione dell'Associazione Italiana per la Lotta contro la Fibrosi Cistica, del cui Comitato di Consulenza Scientifica è diventato il primo Segretario. Nel 1968 ha pubblicato la prima monografia sulla fibrosi cistica, che ha rappresentato per anni un punto di riferimento per tutti i pediatri che si sono interessati alla malattia. Sotto la sua direzione, il Centro Regionale per la Fibrosi Cistica di Genova ha sempre mantenuto un elevato livello clinico-assistenziale, sino alla realizzazione, nel 1990, del primo trapianto di polmone in un paziente italiano.
Nel campo della pneumologia pediatrica, ha organizzato nel 1973, in onore del suo Maestro, il Simposio sulle Broncopneumopatie Croniche e Ricorrenti dell'Età Pediatrica.
In collaborazione con B. Afzelius e G.F. Gargani ha descritto, nel 1985, una nuova variante di discinesia ciliare primitiva.
Dal 1965 ha diretto inoltre la Sezione per la malattia fenilchetonurica della Clinica Pediatrica, avviando un'esperienza assistenziale sul piano clinico, dietetico e biologico che ha permesso di valorizzare quella che ancora oggi è la più estesa casistica di malattie metaboliche d'Italia. Sempre in quest¹ambito, il prof. Romano ha lottato tenacemente e con determinazione per realizzare uno degli interventi in pediatria preventiva e sociale più importanti della medicina moderna. Nel 1973, su sua ispirazione, la Regione Liguria, prima in Italia, ha promulgato la legge sullo screening neonatale di massa della fenilchetonuria. Nel 1986 lo screening neonatale di massa è stato esteso per legge anche all'ipotiroidismo congenito.
Nell'ambito dell'endocrinologia pediatrica, è stato intenso e affettuoso il suo rapporto con il prof. Zvi Laron di Tel Aviv, che ha permesso di realizzare, in collaborazione anche con il prof. Silvano Mastragostino, il primo convegno internazionale sull'allungamento degli arti ('Limb lengthening: for whom, when and how?'), svoltosi in Israele nel 1994.
Nel 1976 è stato nominato Direttore della Clinica Pediatrica dell'Università di Genova che ha diretto sino al 1996, formando un'intera generazione di pediatri.
Negli ultimi anni della sua attività professionale, ha dato vita ad un altro suo sogno, quello di costruire la Pediatria d'Urgenza, istituendo il Corso di Perfezionamento Post-universitario di Pediatria d'Urgenza e pubblicando il primo testo di Pediatria d'Urgenza.
Dopo la sua morte, numerosi sono stati gli attestati di stima del mondo scientifico, e pediatrico in particolare, e della famiglia.
Dal 2009 al 2012, sono stati istituti i "Cesare Romano Best Poster Awards" in occasione delle ECFS (European Cystic Fibrosis Society) Conferences.
Nel 2011, il nuovo “Centro Regionale di riferimento per la Fibrosi Cistica” dell’Istituto Gaslini venne intitolato alla sua memoria. Nel 2013, in occasione del quarantesimo anniversario della Legge Regionale Ligure per lo screening per la fenilchetonuria, si è ricordato il suo ruolo fondamentale, nonché la sua lungimiranza e tenacia nell'approvazione il 17 Agosto 1973 della legge, prima in Italia, per l’individuazione e il trattamento precoce di questa malattia metabolica ereditaria, causa di ritardo mentale se non trattata precocemente.